# Dôme des Platières
Dôme des Platières – szczyt w Alpach Graickich, części Alp Zachodnich. Leży we wschodniej Francji w regionie Owernia-Rodan-Alpy. Należy do masywu Vanoise. Szczyt można zdobyć ze schroniska Refuge du Mont Pourri (2370 m) lub Refuge de Turia (2428 m). Należy do Parku Narodowego Vanoise.